# Numero di Pisot-Vijayaraghavan
In matematica, con numero di Pisot-Vijayaraghavan (detto anche numero di Pisot oppure numero PV) si indica un intero algebrico α che è reale e maggiore di {\displaystyle 1}, ma tale che i suoi elementi coniugati sono tutti minori di {\displaystyle 1} in valore assoluto.
Se ad esempio {\displaystyle \alpha } è un irrazionale quadratico, esso ha un unico coniugato {\displaystyle \alpha '}, ottenuto cambiando il segno della radice quadrata in {\displaystyle \alpha } da
{\displaystyle \alpha =a+b{\sqrt {d}}}
con {\displaystyle a} and {\displaystyle b} entrambi interi oppure entrambi la metà di un numero dispari, si ottiene il coniugato
{\displaystyle \alpha '=a-b{\sqrt {d}}.}
In questo caso si hanno le due condizioni
{\displaystyle \alpha >1,}
{\displaystyle -1<\alpha '<1,}
che sono soddisfatte dal numero aureo {\displaystyle \phi }. Abbiamo infatti
{\displaystyle \phi ={\frac {1+{\sqrt {5}}}{2}}>1,}
{\displaystyle \phi '={\frac {1-{\sqrt {5}}}{2}}={\frac {-1}{\phi }}.}
Nel caso i coniugati siano non maggiori di {\displaystyle 1}, e uno di essi abbia valore assoluto esattamente {\displaystyle 1}, il numero è detto numero di Salem.
Le caratteristiche generali per i numeri di Pisot sono state studiate inizialmente da G. H. Hardy in relazione a un problema di approssimazione diofantea. Il suo lavoro è stato proseguito da Tirukkannapuram Vijayaraghavan (30 novembre 1902 - 20 aprile 1955), un matematico indiano della regione del Madras che si trasferì a metà degli anni venti per lavorare con Hardy. Le stesse condizioni appaiono anche in alcuni problemi sulle serie di Fourier, e vennero studiate da Charles Pisot. Il nome usato comunemente per riferirsi a questi numeri deriva da entrambi gli autori.
I numeri di Pisot-Vijayaraghavan possono essere usati per generare quasi-interi: la potenza {\displaystyle n}-sima di un numero di Pisot "si avvicina a un intero" al tendere di {\displaystyle n} ad infinito. Ad esempio, si considerino le potenze di {\displaystyle \phi }: abbiamo {\displaystyle \phi ^{21}=24476,0000409}, e l'effetto può essere ancora più pronunciato per i numeri di Pisot-Vijayaraghavan generati da equazioni di grado superiore.
Questa proprietà deriva dal fatto che per ogni {\displaystyle n} la somma delle potenze n-sime di un intero algebrico {\displaystyle x} e dei suoi coniugati è un numero intero. Se {\displaystyle x} è un numero di Pisot, le potenze {\displaystyle n}-sime degli altri coniugati tendono a {\displaystyle 0} per {\displaystyle n} che tende a infinito.
Il più piccolo numero di Pisot-Vijayaraghavan è la radice reale dell'equazione {\displaystyle x^{3}-x-1}: questo numero  (approssimativamente 1,324718) è noto anche come numero plastico. "Numero d'argento" invece è la soluzione positiva dell'equazione di secondo grado
{\displaystyle x^{2}-2x-1=0,}
uguale al numero irrazionale algebrico {\displaystyle 1+{\sqrt {2}}}.
Vi sono infiniti numeri di Pisot-Vijayaraghavan: il punto di accumulazione di valore minimo è il rapporto aureo {\displaystyle \phi ={\frac {1+{\sqrt {5}}}{2}}\approx 1,618033}.

## Tabella dei numeri di Pisot
Ecco i 38 numeri di Pisot minori di 1,618, in ordine crescente.
| #  | Valore                | Radice di... |
| -- | --------------------- | --- |
| 1  | 1,3247179572447460260 | {\displaystyle x^{3}-x-1} |
| 2  | 1,3802775690976141157 | {\displaystyle x^{4}-x^{3}-1} |
| 3  | 1,4432687912703731076 | {\displaystyle x^{5}-x^{4}-x^{3}+x^{2}-1}                                                                                          |
| 4  | 1,4655712318767680267 | {\displaystyle x^{3}-x^{2}-1} |
| 5  | 1,5015948035390873664 | {\displaystyle x^{6}-x^{5}-x^{4}+x^{2}-1}                                                                                          |
| 6  | 1,5341577449142669154 | {\displaystyle x^{5}-x^{3}-x^{2}-x-1}                                                                                              |
| 7  | 1,5452156497327552432 | {\displaystyle x^{7}-x^{6}-x^{5}+x^{2}-1}                                                                                          |
| 8  | 1,5617520677202972947 | {\displaystyle x^{6}-2x^{5}+x^{4}-x^{2}+x-1}                                                                                       |
| 9  | 1,5701473121960543629 | {\displaystyle x^{5}-x^{4}-x^{2}-1}                                                                                                |
| 10 | 1,5736789683935169887 | {\displaystyle x^{8}-x^{7}-x^{6}+x^{2}-1}                                                                                          |
| 11 | 1,5900053739013639252 | {\displaystyle x^{7}-x^{5}-x^{4}-x^{3}-x^{2}-x-1}                                                                                  |
| 12 | 1,5911843056671025063 | {\displaystyle x^{9}-x^{8}-x^{7}+x^{2}-1}                                                                                          |
| 13 | 1,6013473337876367242 | {\displaystyle x^{7}-x^{6}-x^{4}-x^{2}-1}                                                                                          |
| 14 | 1,6017558616969832557 | {\displaystyle x^{10}-x^{9}-x^{8}+x^{2}-1}                                                                                         |
| 15 | 1,6079827279282011499 | {\displaystyle x^{9}-x^{7}-x^{6}-x^{5}-x^{4}-x^{3}-x^{2}-x-1}                                                                      |
| 16 | 1,6081283851873869594 | {\displaystyle x^{11}-x^{10}-x^{9}+x^{2}-1}                                                                                        |
| 17 | 1,6119303965641198198 | {\displaystyle x^{9}-x^{8}-x^{6}-x^{4}-x^{2}-1}                                                                                    |
| 18 | 1,6119834212464921559 | {\displaystyle x^{12}-x^{11}-x^{10}+x^{2}-1}                                                                                       |
| 19 | 1,6143068232571485146 | {\displaystyle x^{11}-x^{9}-x^{8}-x^{7}-x^{6}-x^{5}-x^{4}-x^{3}-x^{2}-x-1}                                                         |
| 20 | 1,6143264149391271041 | {\displaystyle x^{13}-x^{12}-x^{11}+x^{2}-1}                                                                                       |
| 21 | 1,6157492027552106107 | {\displaystyle x^{11}-x^{10}-x^{8}-x^{6}-x^{4}-x^{2}-1}                                                                            |
| 22 | 1,6157565175408433755 | {\displaystyle x^{14}-x^{13}-x^{12}+x^{2}-1}                                                                                       |
| 23 | 1,6166296843945727036 | {\displaystyle x^{13}-x^{11}-x^{10}-x^{9}-x^{8}-x^{7}-x^{6}-x^{5}-x^{4}-x^{3}-x^{2}-x-1}                                           |
| 24 | 1,6166324353879050082 | {\displaystyle x^{15}-x^{14}-x^{13}+x^{2}-1}                                                                                       |
| 25 | 1,6171692963550925635 | {\displaystyle x^{13}-x^{12}-x^{10}-x^{8}-x^{6}-x^{4}-x^{2}-1}                                                                     |
| 26 | 1,6171703361720168476 | {\displaystyle x^{16}-x^{15}-x^{14}+x^{2}-1}                                                                                       |
| 27 | 1,6175009054313240144 | {\displaystyle x^{15}-x^{13}-x^{12}-x^{11}-x^{10}-x^{9}-x^{8}-x^{7}-x^{6}-x^{5}-x^{4}-x^{3}-x^{2}-x-1}                             |
| 28 | 1,6175012998129095573 | {\displaystyle x^{17}-x^{16}-x^{15}+x^{2}-1}                                                                                       |
| 29 | 1,6177050699575566445 | {\displaystyle x^{15}-x^{14}-x^{12}-x^{10}-x^{8}-x^{6}-x^{4}-x^{2}-1}                                                              |
| 30 | 1,6177052198884550971 | {\displaystyle x^{18}-x^{17}-x^{16}+x^{2}-1}                                                                                       |
| 31 | 1,6178309287889738637 | {\displaystyle x^{17}-x^{15}-x^{14}-x^{13}-x^{12}-x^{11}-x^{10}-x^{9}-x^{8}-x^{7}-x^{6}-x^{5}-x^{4}-x^{3}-x^{2}-x-1}               |
| 32 | 1,6178309858778122988 | {\displaystyle x^{19}-x^{18}-x^{17}+x^{2}-1}                                                                                       |
| 33 | 1,6179085817671650120 | {\displaystyle x^{17}-x^{16}-x^{14}-x^{12}-x^{10}-x^{8}-x^{6}-x^{4}-x^{2}-1}                                                       |
| 34 | 1,6179086035278053858 | {\displaystyle x^{20}-x^{19}-x^{18}+x^{2}-1}                                                                                       |
| 35 | 1,6179565199535642392 | {\displaystyle x^{19}-x^{17}-x^{16}-x^{15}-x^{14}-x^{13}-x^{12}-x^{11}-x^{10}-x^{9}-x^{8}-x^{7}-x^{6}-x^{5}-x^{4}-x^{3}-x^{2}-x-1} |
| 36 | 1,6179565282539765702 | {\displaystyle x^{21}-x^{20}-x^{19}+x^{2}-1}                                                                                       |
| 37 | 1,6179861253852491516 | {\displaystyle x^{19}-x^{18}-x^{16}-x^{14}-x^{12}-x^{10}-x^{8}-x^{6}-x^{4}-x^{2}-1}                                                |
| 38 | 1,6179861285528618287 | {\displaystyle x^{22}-x^{21}-x^{20}+x^{2}-1}                                                                                       |